# Kaplice (Lenora)
Kaplice (německy Kapellenhäuser) je malá vesnice, část obce Lenora v okrese Prachatice v Jihočeském kraji. Nachází se asi 3,5 kilometru severně od Lenory. Je zde evidováno 11 adres. V roce 2011 zde trvale žilo deset obyvatel.
Kaplice leží v katastrálním území Lenora o výměře 10,53 km².

## Historie
První písemná zmínka o vesnici pochází z roku 1840.

## Obyvatelstvo
| Rok            | 1869 | 1880 | 1890 | 1900 | 1910 | 1921 | 1930 | 1950 | 1961 | 1970 | 1980 | 1991 | 2001 | 2011 | 2021 |
| -------------- | ---- | ---- | ---- | ---- | ---- | ---- | ---- | ---- | ---- | ---- | ---- | ---- | ---- | ---- | ---- |
| Počet obyvatel | 79   | 89   | 67   | 76   | 61   | 61   | 67   | 32   | 21   | 5    | 16   | 7    | 6    | 10   | 3    |
| Počet domů     | 8    | 10   | 8    | 8    | 8    | 8    | 10   | 9    | 9    | 1    | 7    | 8    | 7    | 7    | 9    |

## Obecní správa
Při sčítání lidu v letech 1850–1879 Kaplice byla osadou obce Vltavice v okrese Prachatice. V letech 1880–1949 byla osadou obce Horní Vltavice v okrese Prachatice. Od roku 1950 je částí obce Lenora v okrese Prachatice.

## Pamětihodnosti
- Památný strom – lípa velkolistá – při silnici u čp. 4

## Galerie

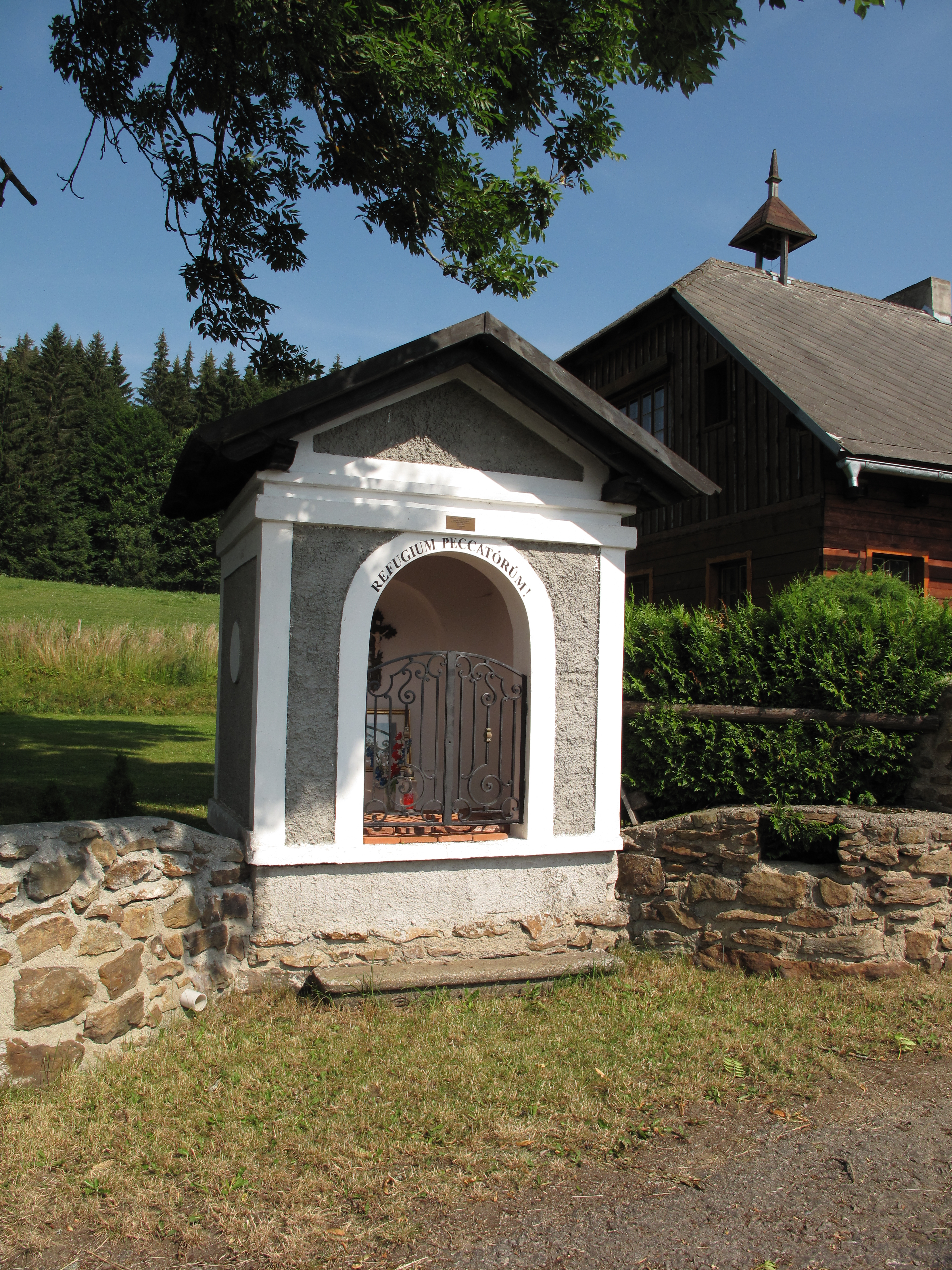
Detail kaple Panny Marie
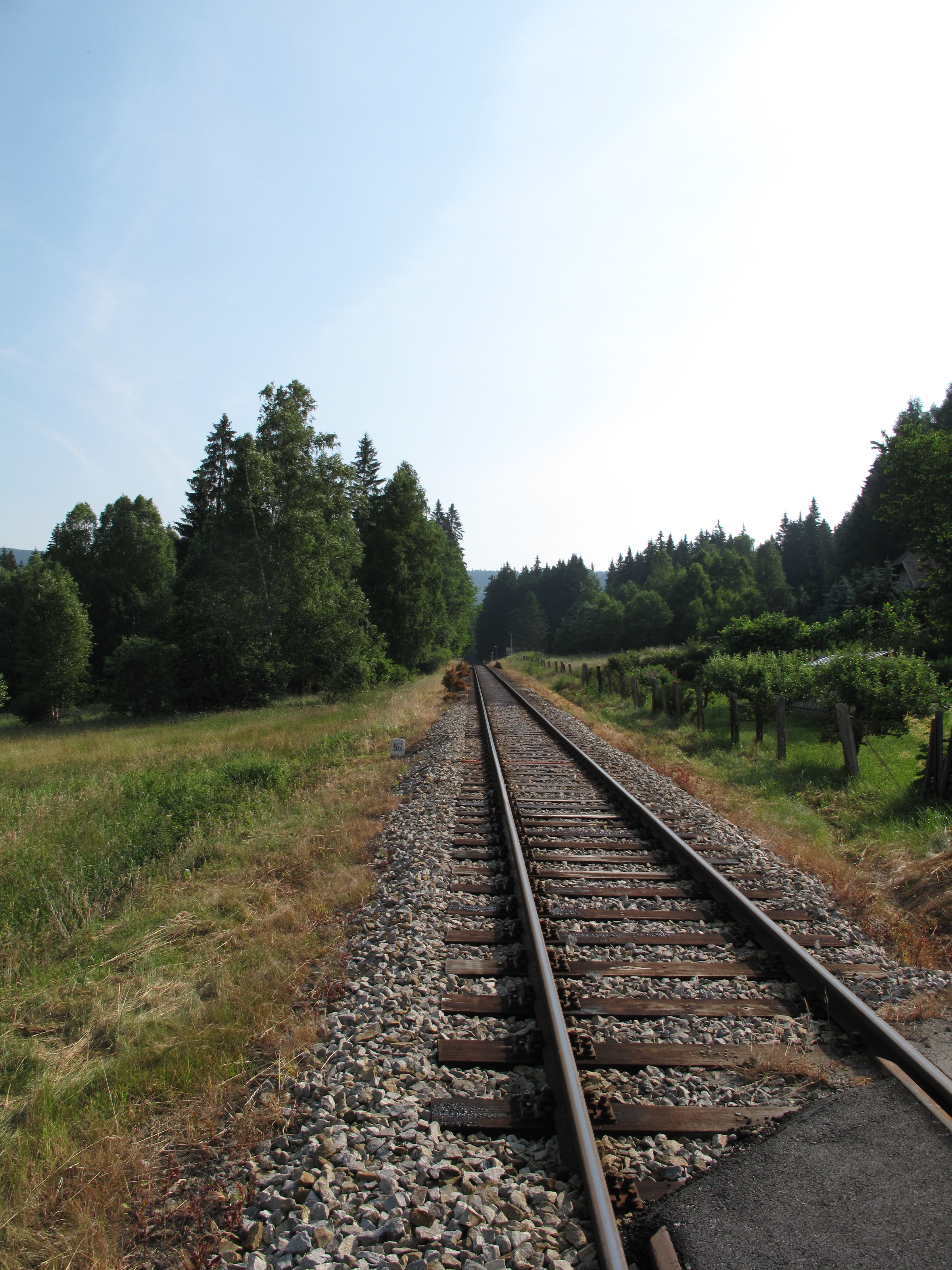
Železniční přejezd
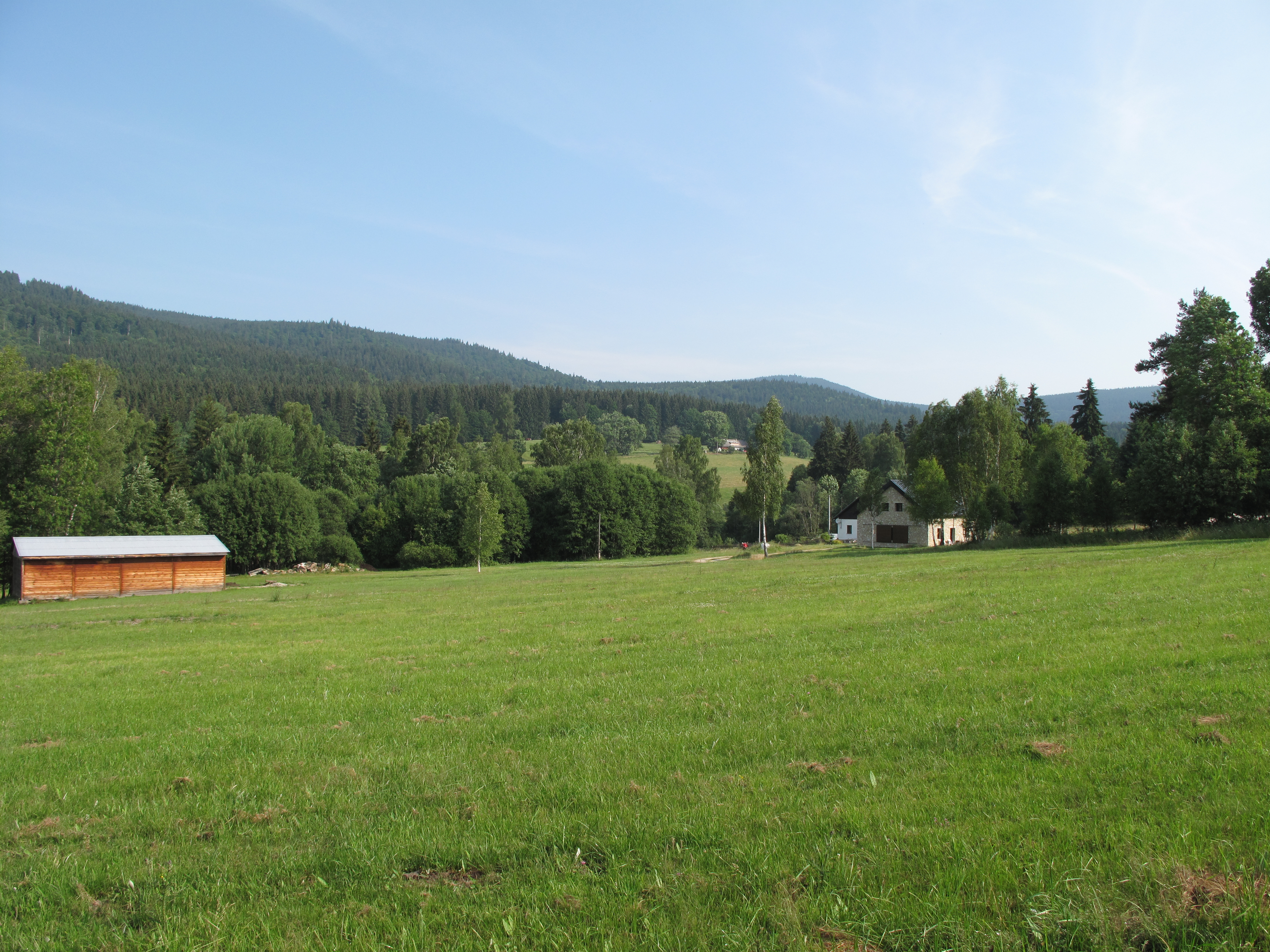
Pohled na Lenoru od východu